# Zählrohr

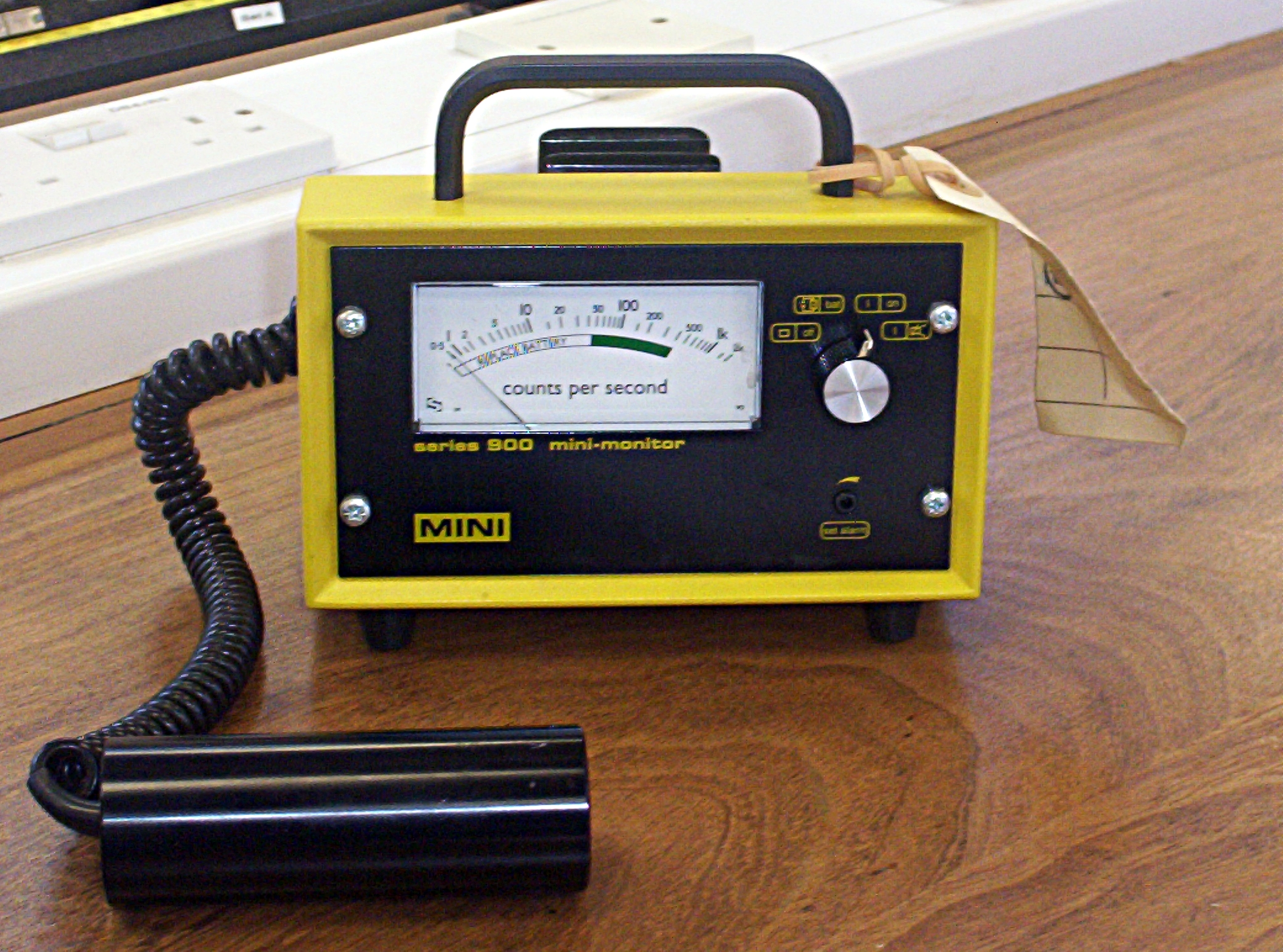
Strahlungsnachweisgerät mit Zählrohr

Zählrohre oder Strahlungsmessgeräte dienen zum Nachweis und zur Messung ionisierender Strahlung, gehören also zu den Strahlungs- und Teilchendetektoren.
Je nach Bauart und Betriebsspannung arbeitet das Zählrohr
- als Ionisationskammer,
- als Proportionalzählrohr (auch Proportionalzähler)
- oder als Geiger-Müller-Zählrohr (auch Auslösezählrohr, Geiger-Müller-Zähler oder Geiger-Müller-Indikator genannt).

Der häufig anzutreffende Ausdruck Geigerzähler, der auf den deutschen Physiker Hans Geiger zurückgeht, bezeichnet fachsprachlich das Geiger-Müller-Zählrohr. Umgangssprachlich kann damit jedoch auch ein komplettes Strahlungsmessgerät gemeint sein, etwa ein Kontaminationsnachweisgerät oder ein Dosisleistungsmessgerät. Der Detektor in solchen Geräten ist oft, aber nicht immer, ein Geiger-Müller-Zählrohr.
Im Prinzip ist mit ein und demselben Zählrohr jede der drei genannten Betriebsarten möglich. Die meisten Zählrohre werden aber für eine bestimmte dieser Anwendungen optimiert gebaut.

## Aufbau

Prinzipskizze eines Zählrohrs, hier mit dünnem Endfenster für energiearme und Teilchen-Strahlung

Die einfachsten Zählrohre bestehen aus einem an beiden Seiten verschlossenen zylindrischen Metallrohr, das die Kathode darstellt. Die Anode, ein Draht von z. B. 0,1 mm Durchmesser, befindet sich in der Achse des Zylinders und wird an einem Ende durch einen Isolator (Glas) aus dem Zählrohr herausgeführt. Der Rohrdurchmesser beträgt einige Zentimeter.
Solche Zählrohre sind zur Detektion von Gammastrahlung geeignet, da diese das Metallrohr durchdringt. Wenn auch Alpha- und Betastrahlung detektiert werden sollen, darf das Zählrohr an einem Ende nur mit einer massearmen Folie (z. B. Glimmer oder biaxial orientierter PET-Folie) verschlossen sein (Fensterzählrohr). Die Folie muss dem Druckunterschied zur Außenluft standhalten, aber die Teilchen in das Zählrohr gelangen lassen.
Das Rohr ist mit einem Gas (Zählgas) gefüllt, wie unten ausführlicher beschrieben.

## Funktion

Schematische Charakteristik eines Zählrohrs. Senkrecht aufgetragen ist die beobachtete Impulshöhe bei einfallender Strahlung einheitlicher Teilchenenergie.

Zwischen Anode und Kathode wird eine Gleichspannung angelegt. Wenn ionisierende Strahlung einfällt, erzeugt sie in der Gasfüllung freie Elektronen, die im elektrischen Feld zur Anode wandern. Im Fall geladener Teilchenstrahlung ist die Zahl der Elektronen proportional zu der vom einfallenden Teilchen im Gas abgegebenen Energie.
Der weitere Vorgang hängt wesentlich von der Spannung zwischen Anode und Kathode ab, wie die abgebildete Kurve (Charakteristik) zeigt. Bei geringer Spannung rekombiniert ein Teil der Elektronen auf dem Weg zur Anode wieder mit den Ionen. Der im Stromkreis auftretende Stromimpuls entspricht nur den Elektronen, die die Anode erreicht haben; dieser Anteil ist je nach dem Ort der Ionisation im Rohr verschieden groß und ergibt daher keine Aussage über die vom detektierten Teilchen abgegebene Energie. Dieser Bereich der angelegten Spannung heißt Rekombinationsbereich.

### Ionisationskammer
Bei höherer Spannung – Größenordnung 100 Volt – erreichen alle freigesetzten Elektronen die Anode. Der im Stromkreis messbare Impuls ist damit proportional zu der Energie, die die Strahlung im Zählrohr abgegeben hat. Das Zählrohr arbeitet jetzt als Ionisationskammer und findet beispielsweise als Streustrahlungsmessgerät Verwendung.
Soll die gesamte Energie eines Strahlungsteilchens erfasst werden, muss die Teilchenbahn im Gas enden, die Reichweite der Strahlung im Gas also kürzer als die Abmessung des Zählrohrs in Strahlenrichtung sein. Dementsprechend werden hierfür relativ große Zählrohre (bis zu etwa 1 m lang) und Gasfüllungen bis zu einigen Bar Überdruck verwendet.

### Proportionalzählrohr
Bei weiterer Erhöhung der Spannung werden die durch die Strahlung freigesetzten Elektronen aufgrund der hohen elektrischen Feldstärke dicht am Anodendraht so stark beschleunigt, dass sie durch Stöße mit den Gasatomen weitere Elektronen auslösen können. Es entstehen Elektronenlawinen mit je n Elektronen (n kann bis zu 1 Million betragen); dies wird auch Gasverstärkung genannt. Da die Lawinen nur in einem sehr kleinen Raumbereich nahe der Anode auftreten, ist die Größe des gemessenen Stromimpulses unabhängig vom Ort der ursprünglichen Ionisierung und nach wie vor proportional der Energie der einfallenden Strahlung. Deshalb heißt dieser Bereich der Betriebsspannung Proportionalbereich. Der Impuls ist im Vergleich zum Ionisationskammerbetrieb n-mal größer und daher leichter messbar.
Für Abmessungen und Gasdruck gilt das Gleiche wie bei Ionisationskammern. Da der Proportionalbereich in einem steilen Teil der Charakteristik liegt, muss die Betriebsspannung sehr genau konstant sein. Während eine Ionisationskammer z. B. auch parallele Plattenelektroden haben kann, ist beim Proportionalzählrohr die Feldgeometrie mit dem dünnen Anodendraht wesentlich. Die Zylinderform der Kathode ist dagegen nicht entscheidend; Proportionalzähler können je nach geometrischen Erfordernissen auch andere Formen haben und auch mehrere parallele Anodendrähte enthalten.
Proportionalzählrohre bieten nicht nur die Möglichkeit, Teilchenenergien zu messen, sondern werden z. B. im Strahlenschutz wegen der guten Unterscheidungsmöglichkeit zwischen Alpha- und Betastrahlung verwendet. Auch die Hand-Fuß-Monitore für die Routinekontrolle beim Verlassen von Kontrollbereichen enthalten deshalb Proportionalzähler.
Aus der physikalischen Forschung ist z. B. das Homestake-Neutrinoexperiment zu nennen, wo Proportionalzähler eingesetzt wurden, um sehr seltene Beta-Zerfälle einer gasförmigen Probe sicher von anderer Strahlung unterscheiden zu können. In weiterentwickelter Form wird der Proportionalzähler als Vieldraht-Proportionalkammer und als Straw-Detektor auch in der Hochenergiephysik genutzt.

#### Proportionalzählrohre für Neutronen

Neutronendetektion im BF_{3}-Zählrohr

Auch Neutronenstrahlung kann mit Proportionalzählrohren gemessen werden. Zur Energiemessung an schnellen Neutronen (etwa 0,1 bis 6 MeV) wird als Zählgas Wasserstoff oder Methan von einigen Bar Überdruck verwendet. Aus dem damit gemessenen Energiespektrum der Rückstoßprotonen aus der elastischen Streuung lässt sich auf das Neutronenspektrum schließen.
Für langsame, insbesondere für thermische Neutronen eignet sich das Gas Bortrifluorid (BF3). Die beiden in der exothermen Kernreaktion 10B(n,{\displaystyle \alpha })7Li gleichzeitig entstehenden Ionen, das Alphateilchen und der Lithium-Atomkern, führen zur Ionisation. Zwecks höherer Nachweiswahrscheinlichkeit wird oft BF3 mit an B-10 angereichertem Bor benutzt.
Statt der BF3-Gasfüllung kann auch eine borhaltige Schicht auf der Innenseite des Zählrohrs verwendet werden. Dies hat den Vorteil, dass als Zählgas z. B. Argon genutzt werden kann, das kürzere Impulse ergibt. Nachteilig ist dagegen, dass die Kernreaktion weniger Ionisationsenergie im Gas hinterlässt, denn aus kinematischen Gründen wird immer nur eines der beiden Ionen ins Rohrinnere emittiert; die Unterscheidung von Gammaimpulsen wird dadurch schwieriger.
Das seltene Heliumisotop Helium-3 kann ebenfalls als Neutronen-Zählgas dienen. Die auch hier exotherme Reaktion ist 3He(n,p)3H. Helium-3 ist teurer als Bortrifluorid, ergibt aber eine höhere Nachweiswahrscheinlichkeit, denn es enthält keine anderen Atomkerne, der Wirkungsquerschnitt der Reaktion ist größer und es kann ein höherer Fülldruck verwendet werden. He-3-Zählrohre können bei höheren Temperaturen betrieben werden, bei denen Bortrifluorid sich zersetzen würde.
Auch die Bor- und Helium-3-Zählrohre werden im Proportional- und nicht im Geiger-Müller-Bereich (siehe unten) betrieben, um beispielsweise Gammastrahlung von Neutronenstrahlung unterscheiden zu können. Eine wichtige Anwendung (meist mit BF3-Zählrohr) ist der Long Counter.

### Geiger-Müller-Zählrohr

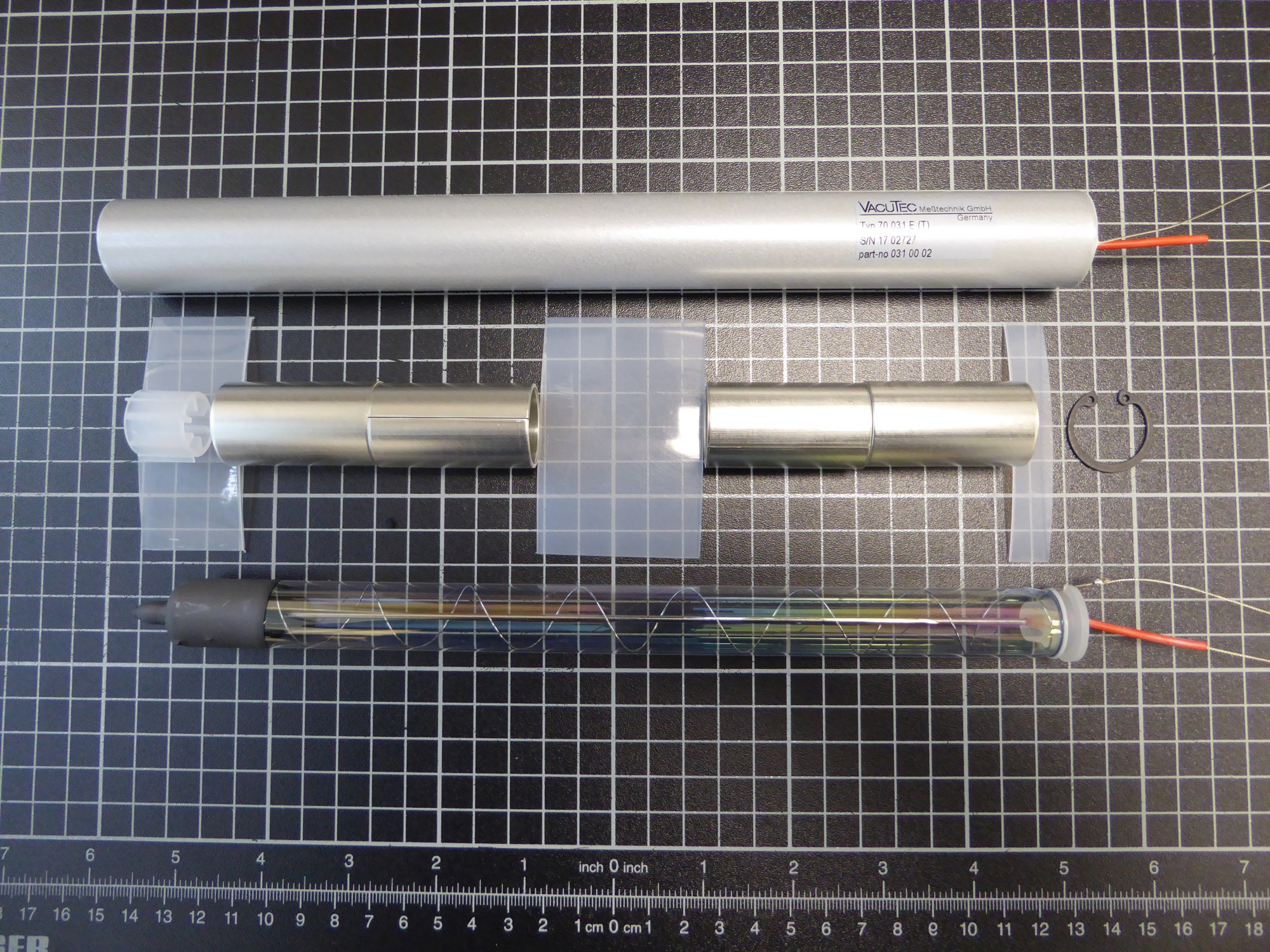
Zerlegtes Geiger-Müller-Zählrohr für Gammastrahlung. Unten das eigentliche Zählrohr aus Glas mit Anodendraht in der Mitte und Wendeldraht als Kathode; in der Mitte Abschirmbleche, die zwischen Zählrohr und Gehäuse angebracht werden, um die Empfindlichkeit für Strahlung verschiedener Energie zu verändern; oben das äußere Aluminiumgehäuse, Länge 30 cm.

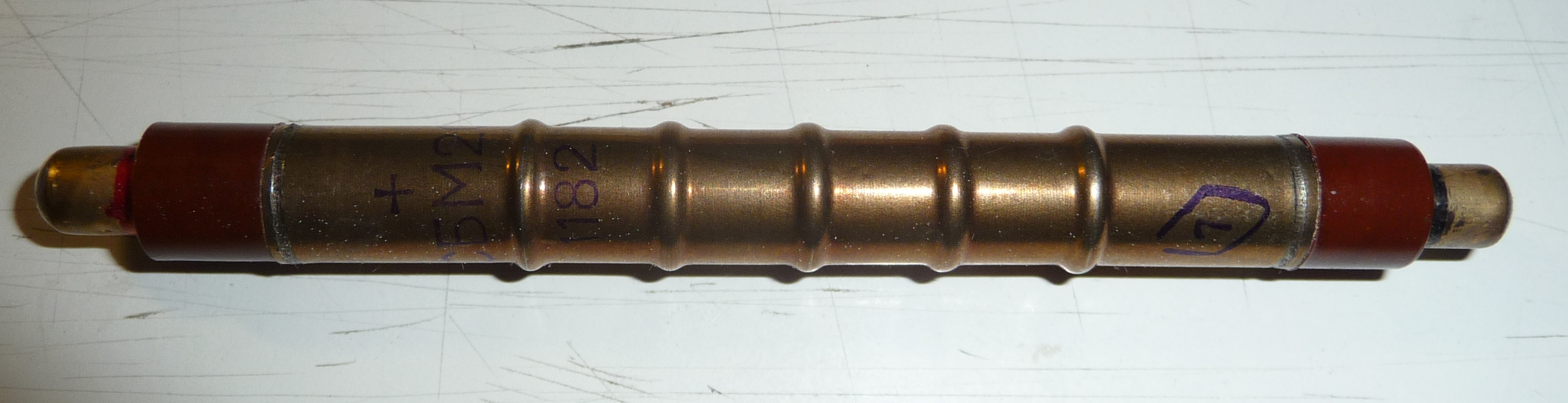
Geiger-Müller-Zählrohr SBM-20

Ab einer bestimmten noch höheren Spannung – im „Plateaubereich“ der oben abgebildeten Charakteristik – bewirkt jedes einfallende ionisierende Teilchen eine selbständige Gasentladung, das heißt, auch jedes sekundär freigesetzte Elektron löst, bevor es die Anode erreicht, seinerseits mindestens ein neues Elektron aus. Auch wird Ultraviolettstrahlung erzeugt, die an entfernten Stellen ionisiert, sodass die Entladung sich über das ganze Zählrohr ausbreitet. Der so arbeitende Zählrohrtyp heißt Geiger-Müller-Zählrohr. Die einmal eingeleitete (gezündete) Gasentladung „brennt“ unabhängig von Art und Energie der auslösenden Strahlung (daher die alternative Bezeichnung „Auslösezählrohr“) und erlischt erst, wenn sich durch die radial nach außen wandernde Ionenwolke die Feldstärke genügend verringert hat. Ein erneutes Zünden der Gasentladung beim Aufprall der Ionen auf die Rohrwand wird durch Zusatz eines Löschgases zum Füllgas verhindert (siehe unter Gasfüllung).
Die Stromimpulse sind also von einheitlicher Größe und so groß, dass sie u. U. ohne Verstärkung direkt in einem Lautsprecher als Knackgeräusche hörbar gemacht werden können. Zur Auslösung genügt schon ein einziges freigesetztes Elektron, der Detektor hat also die bestmögliche Empfindlichkeit. Der Plateaubereich der Arbeitsspannung heißt auch Geiger-Müller-Bereich.
Verglichen mit anderen Detektoren hat das Geiger-Müller-Zählrohr wegen des Gasentladungsvorgangs eine relativ lange Totzeit der Größenordnung 100 Mikrosekunden. Daran schließt sich noch eine ähnlich lange Erholungszeit an, während der ein neuer Impuls nicht die volle Höhe erreicht.

Die Totzeit entsteht dadurch, dass die Gasentladung durch einen hohen Widerstand, zum Beispiel 100 Kiloohm, in der Hochspannungszuleitung strombegrenzt wird; das erneute Zünden nach dem Impuls wird durch einen Spannungseinbruch unterbunden. Durch einen Löschgaszusatz kann die Ionen-Lebensdauer verringert werden, sodass die Totzeit geringer wird.
Verwendet werden Geiger-Müller-Zählrohre beispielsweise zur Prüfung auf Kontamination und für allgemeine Strahlenschutzzwecke. Information über Strahlenart und -energie lässt sich mit ihnen nur grob gewinnen, indem man Vergleichsmessungen mit verschiedenen zwischen Strahlenquelle und Zählrohr gebrachten Abschirmungen vornimmt.

## Gasfüllung
Als Zählrohrfüllung können viele verschiedene Gase, sogar Luft, dienen. Edelgase wie z. B. Argon sind vorteilhaft zum Erzielen möglichst kurzer Impulse, weil sie keine negativen Ionen bilden, die viel langsamer als die Elektronen zur Anode wandern. Zur Detektion von Gammastrahlung wird Argon mit mehreren Bar Überdruck oder, wegen seiner hohen Ordnungszahl, Xenon verwendet. Bei Ionisationskammern und Proportionalzählern wird oft ein Anteil einer gasförmigen Verbindung beigemischt, etwa Methan oder Kohlendioxid. Dieser Zusatz verringert durch unelastische Stöße die Temperatur der Elektronen und bewirkt so eine weitere Verkürzung des Stromimpulses, macht also den Detektor „schneller“. Er unterdrückt auch Ultraviolettstrahlung, die zu überzähligen Impulsen führen könnte.
Für den Geiger-Müller-Betrieb wird dem Gas Ethanoldampf oder ein Halogengas (Chlor oder Brom) beigemischt. Dieses Löschgas sorgt dafür, dass nach dem Erlöschen der Gasentladung keine neue Zündung durch auf die Wand auftreffende Ionen erfolgt, indem seine Moleküle Energie durch Dissoziation statt durch Ionisation aufzehren.
Ortsfest betriebene Zählrohre sind in manchen Fällen nicht dicht verschlossen, sondern werden als Durchflusszähler mit langsam durchströmendem Gas betrieben. Dies vermeidet Probleme mit Verunreinigungen, chemischen Reaktionen des Gases oder kleinen Undichtigkeiten. Bei Geiger-Müller-Zählern kann so der Ethanolzusatz, der sich im Zählrohrbetrieb sonst verbrauchen würde, konstant gehalten werden.

## Geschichte

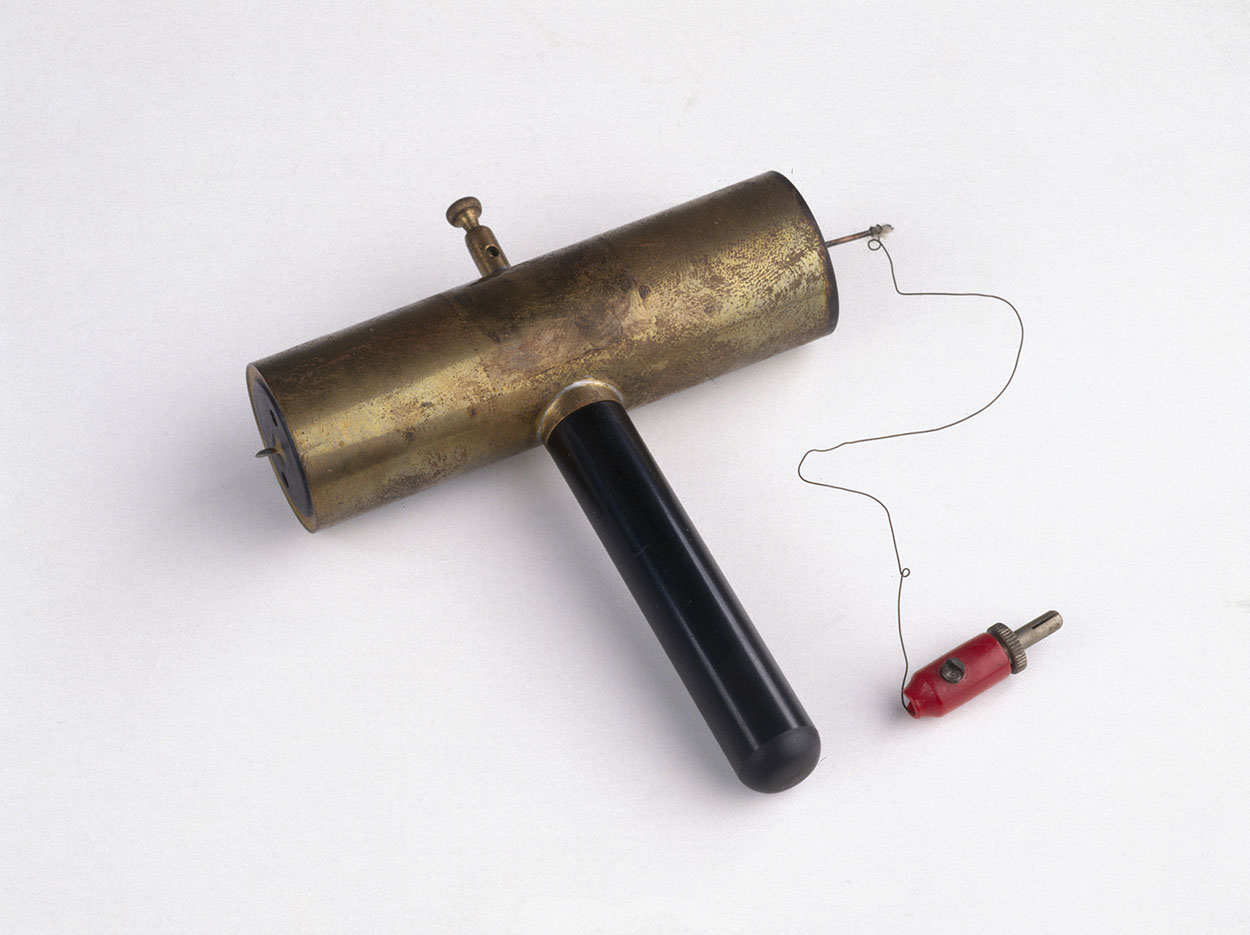
Geigerzähler, 1932. Science Museum London.

Ein Vorläufer der Zählrohre wurde erstmals 1913 von Hans Geiger beschrieben. Das Geiger-Müller-Zählrohr geht auf Geigers Entwicklungsarbeiten zusammen mit seinem Mitarbeiter Walther Müller an der Christian-Albrechts-Universität zu Kiel zurück, deren Ergebnisse ab 1928 veröffentlicht wurden. Es war der erste bekannte und allgemein genutzte Detektortyp, der auf Teilchen oder Strahlungsquanten mit einem elektrischen Impuls reagierte. Die praktische Nutzung des Proportionalbereiches ist in elektronischer Hinsicht – Verstärkung der Impulse, Stabilität der Hochspannung – anspruchsvoller und wurde erst ab der Mitte des 20. Jahrhunderts zu einer Routinemethode.
Zu deutschen Herstellern von Geiger-Müller-Strahlungsmessgeräten und Streu-Strahlungsmessgeräten gehörte etwa die Frieseke & Hoepfner GmbH in Erlangen-Bruck.
Da die Impulse des Geiger-Müller-Zählrohrs für alle Teilchen gleich sind, eignet es sich vor allem zum Zählen der einfallenden Teilchen/Quanten. Die Bezeichnung „Geigerzähler“ oder „Geiger-Zählrohr“ erscheint daher natürlich. Diese Bezeichnung hat sich auf die später entwickelten Detektoren wie „Proportionalzähler“, „Szintillationszähler“ usw. übertragen, obwohl diese nicht nur zum Zählen, sondern auch zur Energiemessung und zur Unterscheidung von Strahlenarten dienen.